# Цацлоба
Цацлоба, иначе сцорпроба — средневековый пшавский обычай, в соответствии с которым незамужняя девушка имела право завести знакомство с мужчиной, подразумевающее высокую степень близости. Петр Крастев приводит мнение Важи-Пшавелы о том, что обычай цацлоба должен соединять непременно кровных родственников.
По мнению Я. В. Чеснова, «им позволяется даже вместе спать. При этом никакие эротические отношения невозможны». В то же время писатель Григол Абашидзе в своём романе «Лашарела» из жизни средневековой Грузии говорит об обычае цацлоба как включающем эротические ласки, не доходящие, однако, до полового акта:

        Он опустился на тахту и вдруг вспомнил, что он почти не одет, а рядом — незнакомая женщина. Лухуми поежился от смущения.

        — Научи меня вашим ласкам — цацлоба, — прошептала женщина и приникла к мочке уха Лухуми страстным поцелуем.

        У Лухуми потемнело в глазах, он обнял и притянул к себе женщину.

        — Тише… Осторожно… Поломаешь мне ребра, медведь! — шептала она, обвивая руками шею Лухуми.

        «Медведь!» Не в первый раз за сегодняшний день слышал он это слово и этот голос. Но где? Впрочем, сейчас было не до воспоминаний.

        Лухуми весь дрожал. Незнакомка немного отстранилась от него.

        — Не надо… Не надо… Научи меня вашим ласкам… — шептала она.

        Он знал, что, по обычаю, ласка-цацлоба не разрешает большего, но, не в силах владеть собой, крепко поцеловал женщину…

По мнению Михаила Церетели, этот обычай уходит корнями в древний культ Кибелы. Другой грузинский исследователь проводит параллель между цацлоба и брачными ночами Сигурда и Брунхильды, во время которых Сигурд на брачном ложе кладёт между собой и женой меч.